# Pride of the Bowery
Pride of the Bowery is een Amerikaanse filmkomedie uit 1940 onder regie van Joseph H. Lewis.

## Verhaal
De jonge bokser Muggs wordt op sportkamp gestuurd. Daar maakt hij zich niet geliefd door zijn arrogantie. Als zijn makker Willie hem vertelt dat hij geld nodig heeft voor zijn zieke moeder, besluit Muggs deel te nemen aan een bokstoernooi. Wanneer hij verliest, haalt Willie de kluis van het kamp leeg. De verdenking valt meteen op Muggs.

## Rolverdeling
| Acteur          | Personage  |
| --------------- | ---------- |
| Leo Gorcey      | Muggs      |
| Bobby Jordan    | Danny      |
| Kenneth Howell  | Allen      |
| Mary Ainslee    | Elaine     |
| Bobby Stone     | Willie     |
| Donald Haines   | Skinny     |
| David Gorcey    | Peewee     |
| Ernest Morrison | Scruno     |
| Kenneth Harlan  | Kapitein   |
| Nick Stuart     | Boswachter |
| Lloyd Ingraham  | Arts       |